# تحرير حقوق الملكية
تحرير حقوق الملكية هي وسيلة للاحتفاظ باستخدام منزل أو أصل آخر له قيمة رأسمالية، مع الحصول أيضًا على مبلغ مقطوع أو تدفق ثابت للدخل، باستخدام القيمة الأصلية.

## تسعير ضمان عدم وجود حقوق ملكية سالبة
أعربت هيئة التنظيم الاحترازية في المملكة المتحدة عن مخاوفها في عام 2018 من أن الشركات التي تستثمر في إدارة المخاطر المؤسسية يجب أن «تعكس بشكل صحيح» تكلفة ضمان عدم وجود حقوق ملكية سلبية. قدمت ورقتها الاستشارية CP 13/18، المنشورة في 2 يوليو 2018، معيارًا لتقييم الضمان. أوصت الورقة بنمذجة الضمان كسلسلة من خيارات طرح تنتهي صلاحيتها في كل فترة يمكن أن تنضج فيها التدفقات النقدية، مرجحة باحتمالية الوفيات والمرض والدفع المسبق، باستخدام نسخة من صيغة التسعير بلاك سكولز. وأوصت بأن يعكس السعر الأساسي للخيار تكلفة تأجيل حيازة الممتلكات، بغض النظر عن أي افتراضات حول نمو الممتلكات في المستقبل، محذرة من أن العديد من الأساليب المقدمة إليه تفترض ضمنيًا معدلات تأجيل سلبية.